# Eurazeo
Eurazeo mit Firmensitz in Paris ist ein börsennotiertes Beteiligungsunternehmen.

## Hintergrund
Eurazeo entstand 2001 aus der Fusion der Unternehmen Eurafrance und Azeo, die ursprünglich als Holdinggesellschaften der Lazard-Gruppe in Frankreich dienten; die Bindung Eurazeos an die Lazard-Gruppe wurde aber im Vorfeld von deren Börseneinführung gelöst.
Das Beteiligungsportfolio umfasst aktuell ein Volumen von über 35 Milliarden Euro. Bedeutende Beteiligungen sind u. a. Europcar, Elis, B&B Hotels, Moncler sowie die Gebrauchthandelsplattform Vestiaire Collective, der Turnschuhersteller Axel Arigato und Gisou-Kosmetik. Zudem bestehen Minderheitsbeteiligungen an dem börsennotierten Hotelkonzern Accor. 
Anfang 2014 kaufte Eurazeo für 285 Millionen Euro eine Beteiligung von 10 % an der spanischen Modemarke Desigual. Der US-Fonds Centerbridge übernahm 2014 von Eurazeo den Parkraumbewirtschafter APCOA. Im Juni 2015 hielt Eurazeo 87 % der Anteile von Europcar. Seit deren Börsengang hält Eurazeo noch rund 42 %. Im Oktober 2015 übernahm Eurazeo für 32,3 Millionen Euro eine Minderheitsbeteiligung von 43 % an Flash Europe International, einem auf Sonderfahrten spezialisierten Logistikunternehmen. Seine Beteiligung an Desigual verkaufte Eurazeo im August 2018 zurück an Thomas Meyer, den Gründer der spanischen Modemarke.
Zu den neueren Beteiligungen zählen u. a. Investitionen in die Plattformen aedifion (Gebäudetechnologie, 2025), sowie nachhaltigkeitsorientierte Fonds wie der Planetary Boundaries Fund und der Transition Infrastructure Fund.

## Deutsche Organisation
In Deutschland ist Eurazeo mit Büros in Frankfurt am Main und Berlin vertreten. Vom Büro Frankfurt aus wird der Bereich Private Debt geleitet. Das Büro Berlin konzentriert sich auf europäische Technologieinvestitionen. Zu den bedeutenden deutschen Investitionen zählt eine nachhaltige Immobilienentwicklung in Berlin mit einem Investitionsvolumen von rund 74 Millionen Euro.